# Liisa Chaudhuri

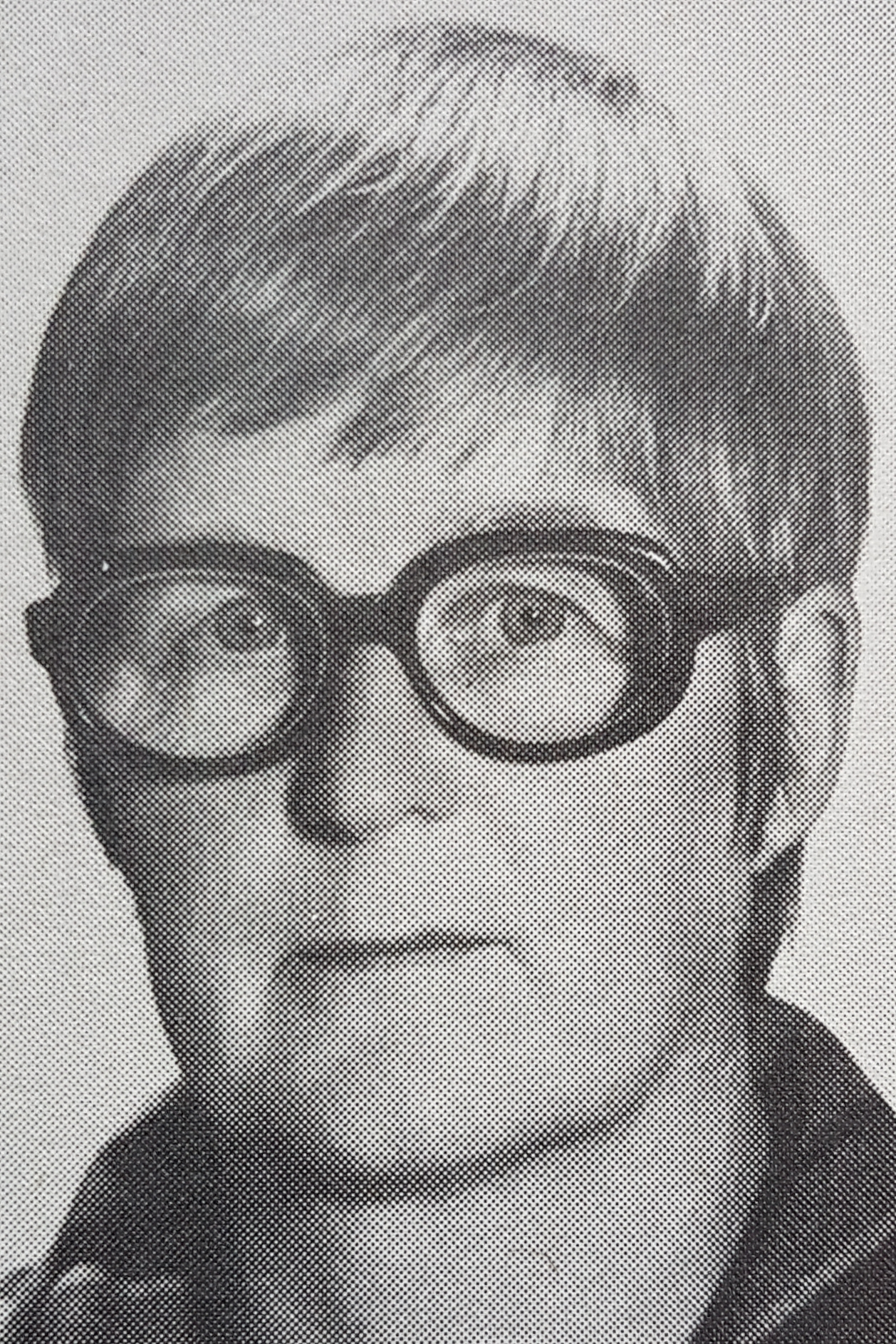
Liisa Chaudhuri

Hilkka Liisa Chaudhuri, född 20 augusti 1920 i Kajana, Finland, död 9 februari 2011 i Norrköping, var en svensk konstnär.
Chaudhuri var som konstnär autodidakt. Separat ställde hon ut på bland Galleri Viktor Rydberg i Göteborg, Galleri Gripen i Karlstad, Söderköping, Finspång, Konstfrämjandet i Norrköping, Galleri Sankt Nicolaus och på Galleri 2000 i Oxelösund. Hon medverkade i samlingsutställningar med Värmlands konstförening på Värmlands museum nästan årligen sedan 1974 och i 10 Norrköpingskonstnärer Riga 1974, Liljevalchs konsthall 1988 samt ett otaliga utställningar runt om i Östergötland.
Hon tilldelades Norsk-Svenska Samarbetsfonden för Svolvaer 1991, Östgöta konstförenings Olga Nilsson stipendium 1991, Norrköpings kommuns kulturstipendium 1991 samt Sveriges Bildkonstnärsfonds arbetsstipendium 1991. 
Hennes konst består av huvudsakligen av akvareller.
Chaudhuri är representerad vid Norrköpings konstmuseum, Värmlands läns landsting, Östergötlands läns landsting, Linköpings kommun, Norrköpings kommun, Karlstad kommun och Statens Konstråd.
På Galleri Kronan i Norrköping genomfördes en minnesutställning 2012 med Liisa Chaudhuris konst samtidigt instiftades ett resestipendium i hennes namn.